# Olešnice (powiat Rychnov nad Kněžnou)
Olešnice – gmina w Czechach, w powiecie Rychnov nad Kněžnou, w kraju hradeckim.
1 stycznia 2017 gminę zamieszkiwały 473 osoby, a ich średni wiek wynosił 40,3 roku.